# Jhabua
Jhabua är en stad i den indiska delstaten Madhya Pradesh, och är huvudort för ett distrikt med samma namn. Folkmängden uppgick till 35 753 invånare vid folkräkningen 2011.